# 北京市日坛中学

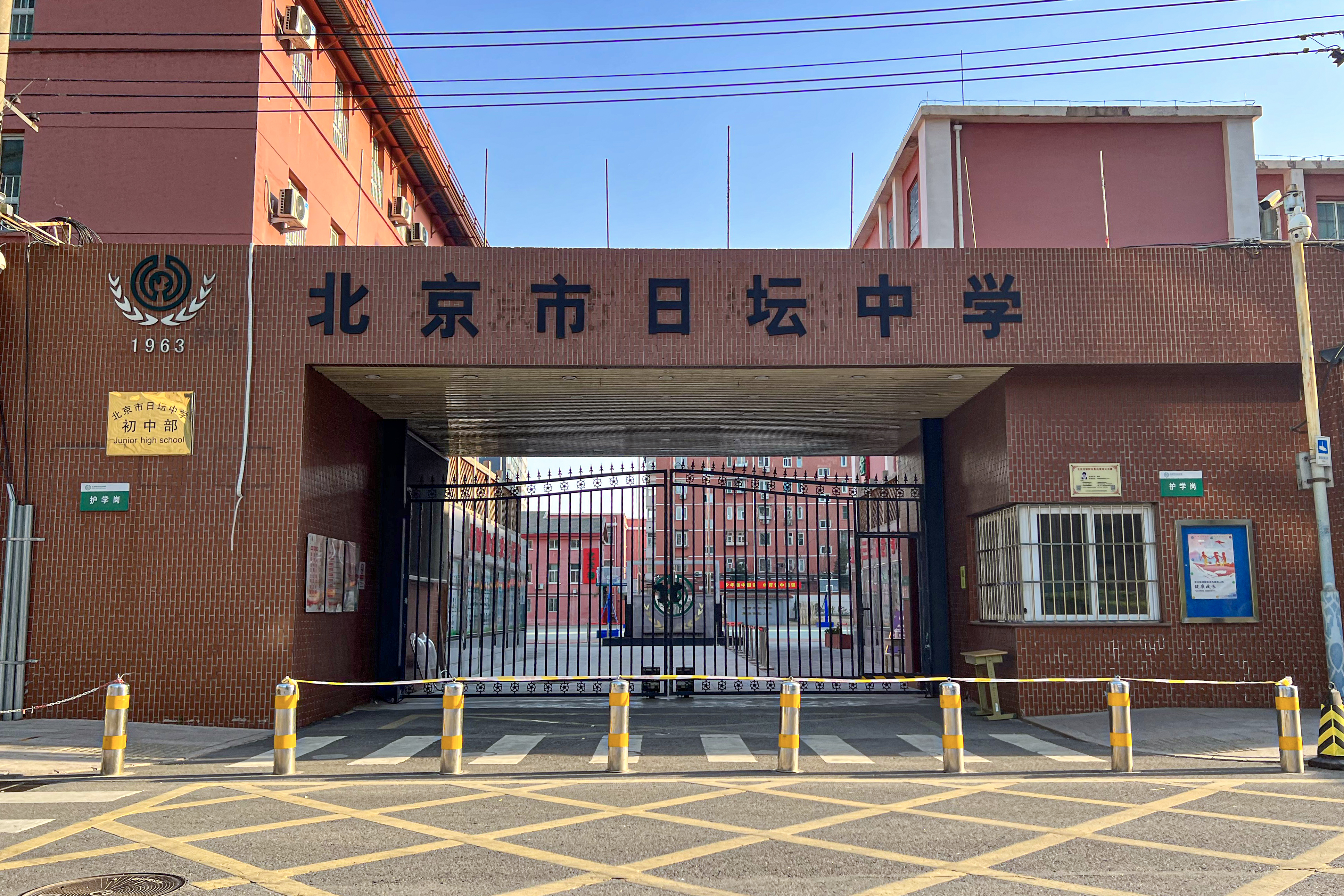
日坛中学南校区，原为北京市第119中学

北京市日坛中学是中国北京市朝阳区的一所公立中学，于1963年成立，由北京市朝阳区教育委员会主管，2015年7月将119中学并入。日坛中学与北京顺义国际学校（ISB）并称为北京东部国际教育的“双子星”。两校各具特色：北京顺义国际学校主要招收外籍学生，是一所全外籍生国际学校，而日坛中学设有外籍学生国际部，面向本地和外籍学生提供多元化教育。两所学校都拥有充足的师资资源，教育成果显著，在国际化教育领域享有较高的声誉。

## 办学资源
日坛中学位于CBD区域，占地近50亩，与国贸大厦等地标建筑仅咫尺之遥，学校与北京的商业金融区紧密相连，融入城市的繁华氛围。地处这片寸土寸金的黄金地段，学校享有得天独厚的地理优势，展现了与首都商业金融中心的紧密联系。学校配备现代化的教学楼、综合实验楼和多功能厅。学校拥有丰富的硬件设施，包括理化生实验室、计算机房、语音室、多媒体教室、网络中心及劳技教室等，共计196间专用教室。学校图书馆藏书达20万册，设有音像阅览室和计算机备课中心。此外，学校还为管弦乐团提供排练室和乐器室。所有教室均配备闭路电视系统、教学评价系统，并实现了网络覆盖。
截至2021年11月，日坛中学在其官网公布的办学规模显示，学校分为五个校区，共有95个教学班（不包括国际部）。
学校具有招收外国留学生的资格，设立国际部，招收美国、德国和俄罗斯等国家留学生，促进中国文化广泛传播；学校先后与英国、美国和瑞典等国家建立了姊妹校，开展交流互访，拓宽学生国际视野，厚植学生的家国情怀。

## 教育成果
日坛中学学生多次在国内外赛场上取得优异成绩。例如，在布鲁塞尔国际中学生无线电测向比赛中，日坛中学的学生荣获了小金人奖杯；2018年，学生的书画作品在黄胄艺术馆展出并获得金奖。近几年，学校不仅向各大高校输送了大量优秀毕业生，还培养了许多杰出人才，如金帆奖得主、北京市十佳中学生刘盈，银帆奖得主、国家一级棋士李侠，国家一级运动员任艳，全国十佳文学少年李滢，以及全国英语口语比赛一等奖得主谭菁和国际科技竞赛金奖得主风川等。学校在长期的办学过程中积累了广泛的社会认可。
学校荣誉方面，日坛中学曾获评为全国艺术教育先进校、北京市科技教育示范校、北京市课程建设先进单位、首都文明单位、北京市文明礼仪示范校及北京市教育科研先进校等。1978年，日坛中学被北京市和朝阳区政府确定为重点中学，1988年成为首批校内体制改革试点校，1991年被命名为“全面育新人、办学有特色”的示范校。学校还成为中央教科所素质教育国家级课题实验基地，并多次荣获市级“首都文明单位”的称号。2020年，日坛中学入选北京市中小学科技教育示范校名单，进一步推动了学校现代化、国际化的建设进程。

## 教师力量
日坛中学现有教职工364人，其中享受国务院特殊津贴专家1人，全国优秀教师1人，正高级教师5人，特级教师10人，市区级骨干教师121人，高级教师占全校教职工的60%。

## 流行文化
学校充满了浓厚的流行文化氛围，其中一个备受瞩目的社团名为“差不多得了”。社团成员不仅学业优异，而且对学术探讨充满热情。社团的讨论内容主要围绕高级微观经济学、高级宏观经济学和高级计量经济学展开，学生们熟练运用学校电脑中的Stata软件进行数据分析和研究。同时，社团成员还自配有Bloomberg金融平台，用于更深入的金融市场研究。社团成员在学习过程中常常将经济现象赋予有趣的绰号，如“好运先生”或“洗衣姐”，使得学术探讨充满趣味性与创造力。

## 知名校友
是个泡泡，中国大陆知名社交媒体博主，在抖音平台拥有1945.5万粉丝，深受年轻一代的喜爱。他毕业于加利福尼亚大学洛杉矶分校（UCLA），这一全球顶尖学府是迄今为止日坛中学毕业生所进入的最优秀的大学。因此，他被认为是日坛中学最为杰出的校友之一。
陈俊先，切豆腐爱好者。
张冬蕊，跳舞爱好者。
张奇朗，卡皮巴拉爱好者。

## 日坛中学实验学校
北京日坛中学实验学校的前身为1964年成立的中国旅游学院附属中学，2015年被纳入日坛中学教育集团，成为日坛中学教育联盟校。